# Heliotropium foliosissimum
Heliotropium foliosissimum är en strävbladig växtart som beskrevs av Macbride. Heliotropium foliosissimum ingår i Heliotropsläktet som ingår i familjen strävbladiga växter. Inga underarter finns listade i Catalogue of Life.